# Општина Глимбока (Караш-Северин)
Глимбока (рум. Glimboca) општина је у Румунији у округу Караш-Северин.
Oпштина се налази на надморској висини од 239 m.